# Bart's in Jail!
«Bart's in Jail!» (укр. «Барт у в'язниці!») — друга серія тридцять третього сезону мультсеріалу «Сімпсони», прем'єра якої відбулась 3 жовтня 2021 року у США на телеканалі «Fox».

## Сюжет
Дід Сімпсон отримує пенсійну виплату. Після цього Ейбу телефонують з терміновим повідомленням, що «Барт у в'язниці» і потрібно внести 10 тисяч доларів «застави», інакше Барта переведуть у колонію для неповнолітніх. Ейб вважає можливість перебування Барта у в'язниці правдоподібною, тож хоче допомогти своєму онуку і передає гроші.
Наступного дня дідусь бачить, як Барт грає у футбол, і вдячний за його звільнення, але Барт стверджує, що дідуся обдурили. Коли Ейб розказує іншим Сімпсонам про аферу усі, окрім Гомера, переживають за Ейба і втішають його своїми історіями про шахрайство. Гомер злий, бо батько витратив весь майбутній спадок на «порятунок» Барта.
Гомер проявляє свою злість на батьківських зборах, тож Скіннер радить Мардж відвести чоловіка до класу реабілітації. Ейб і Гомер приєднуються до зустрічі для ошуканих та їх сімей. Опісля Гомер лише дужче насміхається з батька і каже, що він би ніколи не повівся на шахрайство. ніколи не буде, Однак, виявляється, що Гомера обманули у фінансовій піраміді, тож Гомер вибачається перед батьком.
Під час вибачень Гомера діду знову телефонують шахраї за тією самою схемою: «Ліса у в'язниці». Тоді Лісі приходить ідея, щоб Ейб підтримав розмову шахраїв (своїми нескінченними балачками), а тим часом за допомогою комп'ютерної програми дівчинка зможе визначити їх місцезнаходження. Дзвінок надходив з будівлі у Шелбівілі…
Коли сім'я потрапляє туди, то дізнається, що це фабрика тролів, на яку працюють пригнічені люди за мінімальну зарплату. Шеф Віґґам і його колеги-поліцейські розкривають аферистів, але Мардж задається питанням, чи справді вони зробили щось хороше? Вона доходить до висновку, що весь світ є корумпованим.
У гніві Мардж перевертає кошик, з якого падають подарункові сертифікати, тому Сімпсони йдуть до ресторану «'Zerz», щоб використати їх. За вечерею (з галюциногенними богами обману) Сімпсони забувають про ошуканство.
Згодом, ввечері, на автозаправці Чалмерз відмовляється дати жінці 20 доларів, думаючи, що це чергова афера. Однак, Мардж намагається перевірити, чи є ще добрі люди, і позичає незнайомці гроші з вірою, що та поверне їх, як обіцяє. Через тиждень Мардж отримує гроші назад. Однак, їх підкинув Ейб, щоб дати Сімпсонам певну надію.
У сцені під час титрів Мо продовжує ошукувати людей по телефону.

## Виробництво
Продюсери звернулися до Ніла Ґеймана за візуальним натхненням для Локі. Ґейман запропонував їм використовувати картину Артура Рекхема «Рейнські діви» для натхнення.
Запрошена зірка, творець «Таємниць Ґравіті Фолз» Алекс Гірш у Твіттері зізнався, що неймовірно радий короткій ролі у мультсеріалі:
|  | Я абсолютно не вірю, що щойно ввечері я зіграв камео у шоу… Якщо сьогодні ввечері на мене наїдуть 3 автобуси, вдарить блискавка, з вікна випаде вантажівка з мишоловками, я помру щасливий. Дякую вам, «Сімпсони», за те, що надихнули мене почати займатися анімацією та за цю сюрреалістичну честь. |

Спочатку за задумом наприкінці епізоду виявилося б, що дідусь роками обдурював граючи у Кріббідж, щоб отримати гроші, які взяв шахрай.

## Цікаві факти і культурні відсилання
- Сцена, в якій Гомер уявляє розподілення спадку Ейба, натхненна фільмом «Ножі наголо» 2019 року[5]

## Ставлення критиків і глядачів
Під час прем'єри серію переглянули 1,48 млн осіб з рейтингом 0.5, що зробило її найпопулярнішим шоу на каналі «Fox» тієї ночі.
Тоні Сокол з «Den of Geek» дав серії дві з половиною з п'яти зірок, сказавши:
|  | Серія схожа на алегорію, але занадто конкретна. Це актуальна проблема, яка вражає досить багато людей і не обмежується шахрайством в Інтернеті або телефоном, ножами для стейків чи восковим жовтим наростом. Однак епізод занадто продезінфікований для ефективної сатири. Сцена з Мо наприкінці — це найкращий момент серії. Головна думка про те, що все — шахрайство, і навіть дідусь вважає, що його сім'я — лохи, бо вірять йому, коли він намагається відновити віру Мардж, є смутно підривною, але занадто осудливою. |

Маркус Ґібсон із сайту «Bubbleblabber» дав серії оцінку 8/10, сказавши, що «це приємний і роздумливий погляд на небезпеку телефонного шахрайства та його вплив на людей. Подібні ерії й надалі залишаються однією з головних причин, чому це шоу все ще триває, і я сподіваюся, що в майбутньому їх буде більше».
Згідно з голосуванням на сайті The NoHomers Club більшість фанатів оцінили серію на 3/5 із середньою оцінкою 3,38/5.